# Красицкий, Август

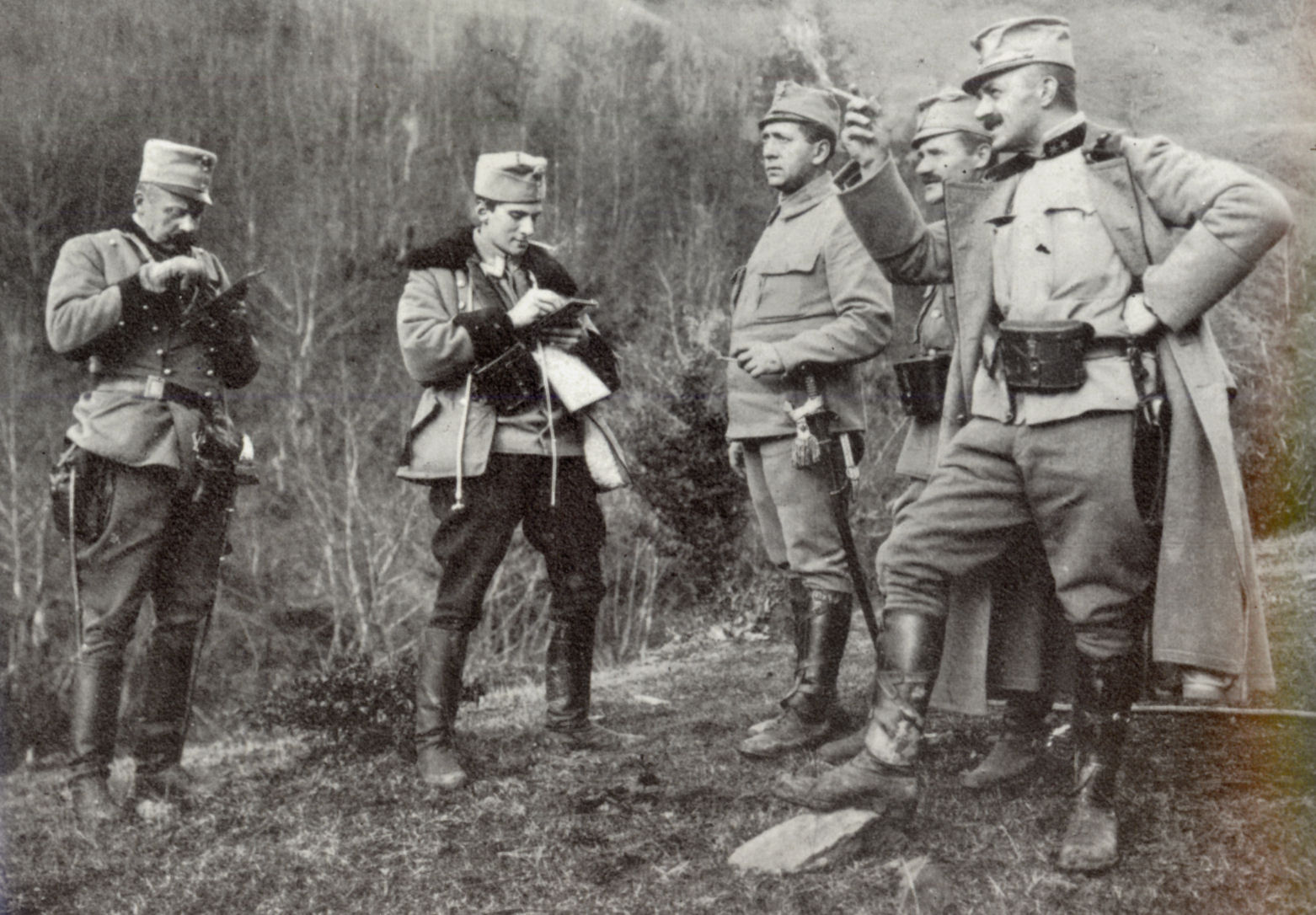
Офицеры штаба легионов — битва при Окомезо (слева направо: А. Красицкий, Лепковский, доктор Бертольд Мервин, Якубовский, Загурский); декабрь 1916 г.

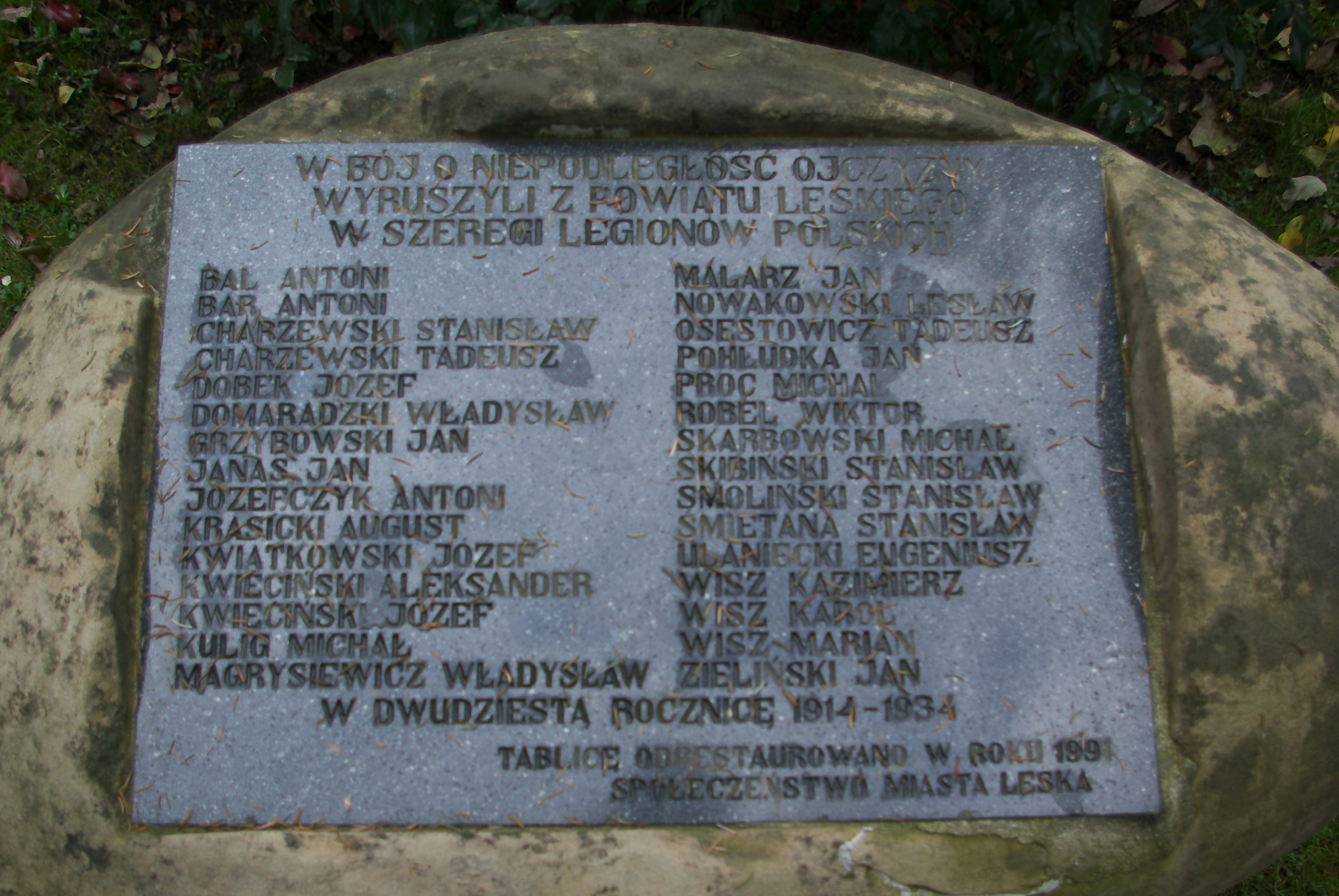
Мемориальная доска на памятнике в Леско

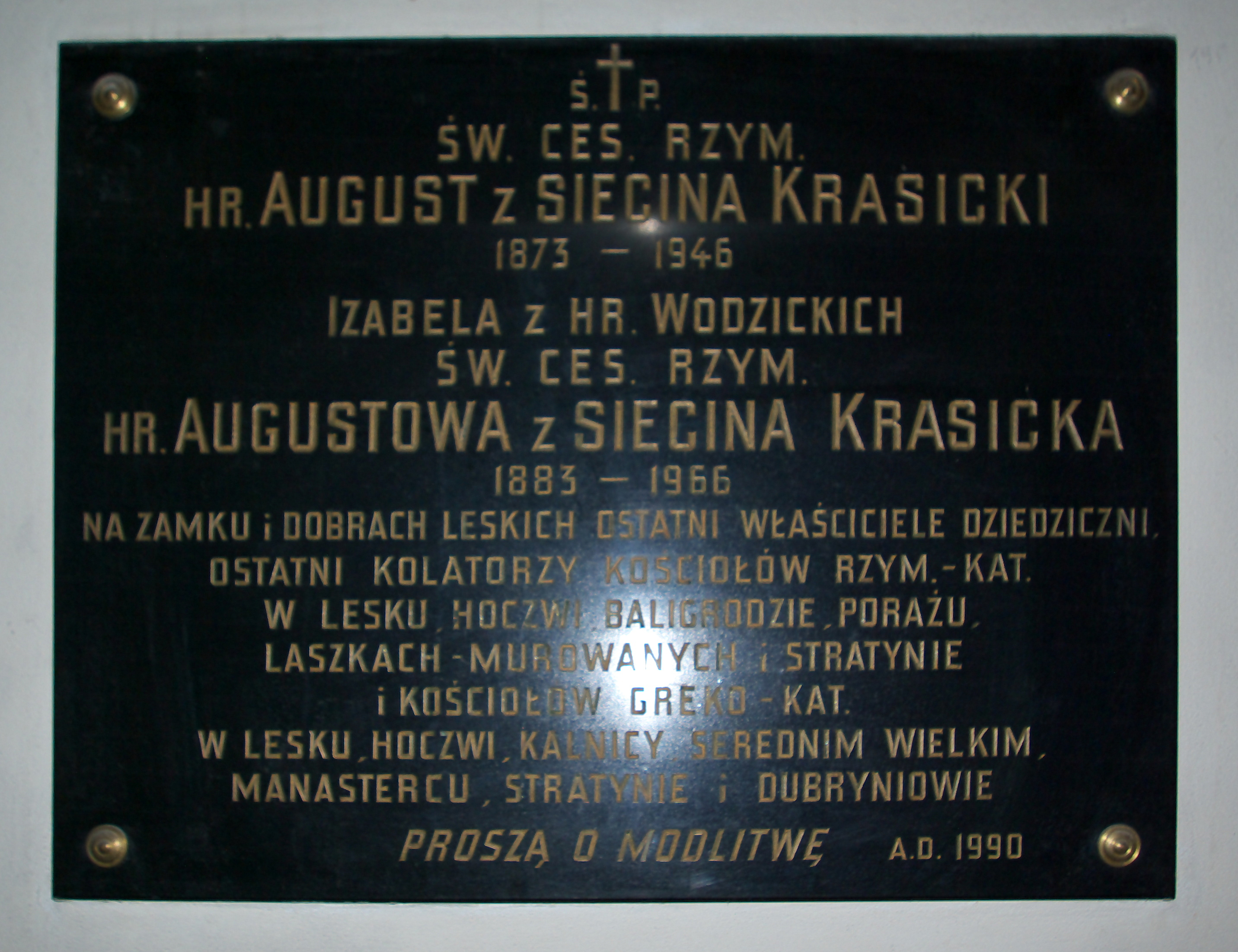
Эпитафия Августу и Изабеле Красицким в Леско

Граф Август Константин Ксаверий Эдмунд Антоний Ян Станислав Игнацы Красицкий (19 апреля 1873, Бахурец — 7 июля 1946, Краков) — польский помещик, член Национального парламента Галиции, кавалерийский офицер Вооружённых сил и легионов польских в Австро-Венгрии, капитан кавалерии Войска Польского, общественный деятель, селекционер.

## Биография
Представитель польского шляхетского рода Красицких герба «Рогаля». Правнук генерала Францишека Ксаверия Красицкого (1774—1844) и Юлии Терезы Вандалин-Мнишек (1777—1845), внук Августа Замойского (1811—1889) и Эдмунда Красицкого (1808—1894) и Анелы, урождённой Бжостовской (1816—1903). Старший сын Игнацы Красицкого (1839—1924) и Эльжбеты, урождённой Замойской (1846—1916). Его братьями и сестрами были: Франтишек (1874—1950), Софья (1878—1965), Роза (1881—1956), Анна (1885—1906), Ян (1888—1892). Август Красицкий вырос в атмосфере замка Леско, который во второй половине XIX века был социальным и интеллектуальным центром области. Дворянство Санока приезжало сюда перед каждыми парламентскими выборами. Красицкие поддерживали живые контакты со многими патриотическими деятелями и творцами культуры. После своего отца он принял замок в Леско в 1903 году.
Окончил Фрибурский университет (Швейцария) и Лесохозяйственную академию в Тарандте (Саксония). В 1894—1895 годах проходил срочную военную службу в армии Австро-Венгрии как вольноопределяющийся в рядах 6-го Галицкого уланского полка. 1 января 1896 года произведен в резервный юнкерский чин со старшинством. Он был назначен в резерв 6-го Галицкого кавалерийского полка в Ярославе, а затем в Жешуве. Произведен в чин лейтенанта по выслуге лет с 1 января 1898 года в кавалерийском резервном офицерском корпусе. В 1904 году он был переведен в императорскую и королевскую Внутреннюю оборону и назначен в резерв в Уланский полк Внутренней обороны № 3 в Жешуве. Находясь в резерве, он выполнил три обязательных учения и вызвался добровольцем на два учения во время имперских манёвров в 1896 и 1908 годах.
С 1889 года активно участвовал в общественной жизни. Сначала он стал членом уездного сельскохозяйственного отдела в Леско. Позже он много лет был членом районного совета в Леско. Он также служил предводителем повета Леско. Он также был председателем местного отделения Галицкого общества поземельного кредита (до 1914 года он был членом лиского отделения ВК «Галицкие товарищества господарские»). В 1908 году он принял управление поместьем Леско. Был депутатом Национального парламента Галиции 10-го созыва (1913—1914) от 4-й курии 25-го округа Леско. Он стал председателем окружного суда в Саноке в 1913 году. До 1914 года он был председателем правления отделения Общества помощи промышленности в Леско.
2 августа 1914 года, после начала Первой мировой войны, Август Красицкий был мобилизован и приписан к 18-му стрелковому полку Общины Стремления и назначен на должность адъютанта 2-го батальона в Журавице, которым командовал подполковник Ян Пайер . В результате усилий Красицкого он был переведен в созданный Штаб польских легионов. С 4 сентября 1914 года он занимал должность адъютанта и ординарца сменявших друг друга командиров, сначала Раймунда Бачиньского, затем с конца сентября 1914 года до конца апреля 1916 года генерала Кароля Дурского-Тшаска, затем до середины ноября 1916 года Станислава Пухальского, до апреля 1917 года генерала Станислава Шептицкого.
Кампания, в которой он участвовал, обозначила боевой путь 2-й бригады (от Перемышля через Карпаты, Буковину, Покуце), а затем и всего легиона (Любельщина, Подляшье, Волынь). Произведен в чин лейтенанта по выслуге лет с 1 ноября 1914 года в Кавалерийском офицерском корпусе Внутренней обороны. В апреле 1916 года Август Красицкий стал членом Военного отдела Верховного национального комитета в Кракове и принял активное участие в политической жизни. После окончания войны вернулся в Леско. Он записал свой военный опыт, который был опубликован в 1934 году в издании под названием Дневник Русского похода Красицкого Августа, поручика Штаба Штаба Польских Легионов 1914—1916, написанный во время службы в рядах Польских Легионов.
7 мая 1919 года принят в Войско Польское из бывших Польских легионов с утверждением в звании подпоручика, включен в запас, призван на действительную службу на время войны и назначен в офицерский запас с 1 мая 1919 года. Во время продолжавшейся польско-большевистской войны в августе 1920 года он добровольно вступил в воюющую польскую армию. Прикомандирован к командованию армией на Северо-Восточном фронте, был адъютантом командующего. 9 ноября 1920 года утвержден 1 апреля 1920 года в звании капитана кавалерии, в группу офицеров бывшей австро-венгерской армии. В то время он служил в 208-м кавалерийском полку. 18 января 1921 года уволен в запас.
8 января 1924 года утвержден в звании капитана со старшинством с 1 июня 1919 года и 14-м местом в кавалерийском резерве офицерского корпуса. Приписан к 14-му Язловецкому уланскому полку во Львове: в 1923 году офицером запаса, в 1924 году офицером по мобилизации. В 1934 году в качестве капитана кавалерийского мобилизационного резерва попал в распоряжение командира корпуса № X и затем был прикомандирован к Санокскому районному штабу пополнения.
Большую часть своего пребывания в Легионах Август Красицкий вёл дневник. Как он сам писал во введении, его главным мотивом были воспоминания его деда Эдмунда о восстании 1830—1831 годов. Не очень подробные записи дедушки оставили неудовлетворенным внука, который в своем дневнике очень подробно и точно описывает день за днем. Дневник начинается с назначения автора в армию 1 августа 1914 года и заканчивается 26 июля 1916 года. Юзеф Мончка писал о нём в «Коленде» для штаба легионов: «Господин Красицкий храбрый улан / Стремительный и лихой».
Август Красицкий почти до конца жизни выполнял многие функции местного самоуправления и управлял имениями Леско. Он принимает активное участие в общественной и политической жизни Леско. Он перестроил замок в Леско. Он провел ботанические исследования, в результате которых был выведен новый сорт ели из лесов Леско, названный в его честь (Picea Krasicki’ana). Он написал в «Анналы дендрологического общества». Помимо управления фермой в Посаде-Леско и владения землей в самом Леско, он был ещё и предпринимателем, вел рыбное хозяйство, основал паровую лесопилку и плантацию плетения корзин. Он был президентом Малопольского лесного общества. В Леско он был президентом Районного сельскохозяйственного общества в Леско, Местного школьного совета, председателем правления Склада сельскохозяйственных кружков. Он стал членом Частного гимназического общества в Леско, основанного в феврале 1934 года, а 17 марта 1938 года был избран членом правления уездного съезда Товарищества хуторского дворянства, созванного в то время в Леско. Он пожертвовал землю для строительства здания Гимнастического общества «Сокол» в Леско, а также территорию на реке Сан для создания футбольного поля, основанному в 1923 году клубу «Сановия Леско». Он был советником городского совета в Леско (срок полномочий с 1934 г. и последний срок с 1938 г.). Он был одним из первых жителей Леско, у которого в городе была машина.
После начала Второй мировой войны и вторжения СССР в Польшу, с 27 сентября 1939 года Август Красицкий жил в имении Губриновичей в Пораже. Умер 4 июля 1946 года в Кракове.
10 сентября 1903 года в Кракове Август Красицкий женился на Изабелле Марии Иоганне, урождённой Водзицкой (26 июня 1882 — 13 января 1966), дочери Станислава Водзицкого (1843—1921), офицера Ноябрьского восстания, и Марии Чарномской (1856—1929). Их детьми были:
- Антоний Игнацы Станислав Красицкий (29 июля 1904 — 28 мая 1986)
- Станислав Томаш Август Красицкий (1 апреля 1906 — 18 октября 1977)
- Францишек Ксавери Мария Антони Клеменс Красицкий (23 ноября 1911 — 24 мая 1999)[27]
- Ян Марек Красицкий (4 мая 1917 — 4 ноября 1992)
- София Эльжбета Красицкая (11 марта 1919 — 2 апреля 2010)
- Эльжбета Мария Каролина Красицкая (4 ноября 1921 — 20 апреля 2009).

## Ордена и награды
- Золотой крест за заслуги (19 марта 1931 г.)[28]

18 декабря 1933 года Комитет Креста и Медали Независимости отклонил заявку на эту награду.
- Бронзовая медаль «За военные заслуги» на ленте Креста за боевые заслуги[30]
- Бронзовая памятная юбилейная медаль Вооружённых Сил и жандармерии[30]

## Память
В 1934 году в Леско был установлен памятник (называемый «Глаз Легионовы» или «Камень легионеров») в память о тех, кто отправился бороться за независимость своей родины из Лисском уезде, чтобы вступить в ряды польских легионов. В таблицу вошли Август Красицкий (а также, например, Станислав Харжевский, Виктор Робель, Мариан Виш).
В 1990 году эпитафия Августа и Изабеллы Красицких была заложена в церкви Посещения Пресвятой Богородицы в Леско.
Его гравюры растений хранятся в музее Ботанического сада Ягеллонского университета.